# D'amore si muore
D'amore si muore è un film drammatico del 1972 diretto da Carlo Carunchio. Trasposizione cinematografica del testo dell'opera teatrale di Giuseppe Patroni Griffi.

## Trama
Due coppie di giovani finiscono nella casa di un suicida per amore. In questo luogo si scontreranno in lunghi dialoghi sulla natura e sulla precarietà dell'amore. La protagonista Elena rievoca le ultime fasi del suo rapporto con Renato cercando di capire cosa l'abbia spinto al tragico gesto.

## Colonna sonora
La canzone principale, su musiche di Ennio Morricone, Si muore D'amore  è cantata da Milva. Nella colonna sonora ci sono anche brani dall'opera Il trovatore interpretati da Maria Callas.